# I liga 1981-1982 (pallacanestro maschile)
La I liga 1981-1982 è stata la 48ª edizione del massimo campionato polacco di pallacanestro maschile. La vittoria finale è stata ad appannaggio del Górnik Wałbrzych.

## Risultati

### Stagione regolare
|     | Squadra            | G  | V  | P  | PF   | PS   | Pt. | Qualificazione       |
| --- | ------------------ | -- | -- | -- | ---- | ---- | --- | -------------------- |
| 1.  | Zagłębie Sosnowiec | 18 | 13 | 5  | 1503 | 1408 | 31  | girone finale        |
| 2.  | Lech Poznań        | 18 | 12 | 6  | 1701 | 1566 | 30  | girone finale        |
| 3.  | Górnik Wałbrzych   | 18 | 12 | 6  | 1616 | 1495 | 30  | girone finale        |
| 4.  | Śląsk Breslavia    | 18 | 12 | 6  | 1650 | 1565 | 30  | girone finale        |
| 5.  | Wisła Cracovia     | 18 | 11 | 7  | 1590 | 1579 | 29  | girone finale        |
| 6.  | Gwardia Breslavia  | 18 | 7  | 11 | 1476 | 1531 | 25  | girone finale        |
| 7.  | Bobry Bytom        | 18 | 9  | 9  | 1411 | 1411 | 27  | girone retrocessione |
| 8.  | Legia Varsavia     | 18 | 7  | 11 | 1537 | 1587 | 25  | girone retrocessione |
| 9.  | Wybrzeże Danzica   | 18 | 4  | 14 | 1481 | 1661 | 22  | girone retrocessione |
| 10. | Resovia Rzeszów    | 18 | 3  | 15 | 1366 | 1508 | 21  | girone retrocessione |

### Girone retrocessione
|     | Squadra          | G  | V  | P  | PF   | PS   | Pt. | Qualificazione        |
| --- | ---------------- | -- | -- | -- | ---- | ---- | --- | --------------------- |
| 7.  | Bobry Bytom      | 26 | 15 | 11 | 2087 | 2055 | 41  |                       |
| 8.  | Legia Varsavia   | 26 | 10 | 16 | 2203 | 2260 | 36  |                       |
| 9.  | Wybrzeże Danzica | 26 | 6  | 20 | 2168 | 2409 | 32  | retrocesse in II liga |
| 10. | Resovia Rzeszów  | 26 | 4  | 22 | 2018 | 2207 | 30  | retrocesse in II liga |

### Girone finale
|    | Squadra            | G  | V  | P  | PF   | PS   | Pt. |
| -- | ------------------ | -- | -- | -- | ---- | ---- | --- |
| 1. | Górnik Wałbrzych   | 26 | 17 | 9  | 2344 | 2166 | 43  |
| 2. | Lech Poznań        | 26 | 17 | 9  | 2438 | 2278 | 43  |
| 3. | Śląsk Breslavia    | 26 | 17 | 9  | 2394 | 2229 | 43  |
| 4. | Zagłębie Sosnowiec | 26 | 16 | 10 | 2169 | 2114 | 42  |
| 5. | Wisła Cracovia     | 26 | 13 | 13 | 2306 | 2417 | 39  |
| 6. | Gwardia Breslavia  | 26 | 15 | 11 | 2219 | 2211 | 41  |

| I liga 1981-1982           |
| -------------------------- |
| Górnik Wałbrzych 1º titolo |

## Formazione vincitrice
| N° | Naz.               | Ruolo | Sportivo             |  | Alt. |  |
| -- | ------------------ | ----- | -------------------- |  | ---- |  |
|    | Polonia (bandiera) | P     | Stanisław Anacko     |  | 185  |  |
|    | Polonia (bandiera) | G     | Jacek Bukiel         |  | 189  |  |
|    | Polonia (bandiera) | G     | Mirosław Huzil       |  | 191  |  |
|    | Polonia (bandiera) | G     | Stanisław Ignaczak   |  | 192  |  |
|    | Polonia (bandiera) | G     | Stanisław Kiełbik    |  | 187  |  |
|    | Polonia (bandiera) | A     | Zenon Kozłowski      |  | 196  |  |
|    | Polonia (bandiera) | G     | Krzysztof Krawczyk   |  | 187  |  |
|    | Polonia (bandiera) | P     | Wojciech Krzykała    |  | 182  |  |
|    | Polonia (bandiera) | G     | Jarosław Ludzia      |  | 188  |  |
|    | Polonia (bandiera) | G     | Grzegorz Markowski   |  | 191  |  |
|    | Polonia (bandiera) | A     | Mieczysław Młynarski |  | 200  |  |
|    | Polonia (bandiera) | P     | Kazimierz Młynarski  |  | 184  |  |
|    | Polonia (bandiera) | A     | Lech Pacuła          |  | 194  |  |
|    | Polonia (bandiera) | A     | Stefan Reschke       |  | 194  |  |
|    | Polonia (bandiera) | C     | Tadeusz Reschke      |  | 200  |  |
|    | Polonia (bandiera) | C     | Zbigniew Słomiński   |  | 202  |  |
|    | Polonia (bandiera) | A     | Ryszard Wieczorek    |  | 198  |  |
|    | Polonia (bandiera) | P     | Jerzy Żywarski       |  | 185  |  |
|    | Polonia (bandiera) | All.  | Henryk Zając         |  |      |  |

## Premi e riconoscimenti
- MVP stagione regolare:  Eugeniusz Kijewski, Lech Poznań